# Fritz Stocker
Fritz Stocker (Zurigo, 21 dicembre 1920 – Zurigo, 4 agosto 2007) è stato un ciclista su strada e pistard svizzero.
Nel 1942 concluse al terzo posto il Tour de Suisse dietro i connazionali Ferdi Kübler e Willy Kern.

## Carriera
Corridore adatto alle prove contro il tempo salì più volte sul podio dei campionati nazionali su pista nella prova dell'inseguimento individuale e fu quarto nell'impegnativo Grand Prix des Nations della zona occupata, sorta di primordiale campionato mondiale a cronometro, nel 1942.
Nel 1943 seguente fu quarto nella Nordwest-Schweizer-Rundfahrt e terzo ai campionati nazionali, mentre l'anno successivo fu quarto.
Anche suo fratello maggiore Willi fu un ciclista, attivo su pista, sebbene non ottenne risultati.

## Palmarès
- 1939 (Individuale, una vittoria)

Grand Prix de Genève

### Altri successi
- 1939 (Individuale, una vittoria)

Internationale Radkriterium in Wangen
- 1944 (Individuale, una vittoria)

Criterium di Morges

## Piazzamenti

### Classiche monumento
- Milano-Sanremo

1940: 58º